# Merremia poranoides
Merremia poranoides är en vindeväxtart som först beskrevs av Benjamin Clarke, och fick sitt nu gällande namn av Hallier f. Merremia poranoides ingår i släktet Merremia och familjen vindeväxter. Inga underarter finns listade i Catalogue of Life.